# Skraupvaltjärnen
Skraupvaltjärnen är en sjö i Åre kommun i Jämtland och ingår i Indalsälvens huvudavrinningsområde. Skraupvaltjärnen ligger i Vålådalen Natura 2000-område.